# Daventry
Daventry er en by i West Northamtonshire unitary authority (købstadskommune), oprettet 1. april 2021 ved sammenlægning af tre kommuner, og indtil 31. marts 2021 i Daventry-distriktet, Northamptonshire, England, som havde et indbyggertal (pr. 2015) på 24.573. Distriktet havde et befolkningstal på 81.316 (pr. 2015). Byen ligger 111 km fra London. Den nævnes i Domesday Book fra 1086, hvor den kaldes Daventrei.